# Love Hurts (Cher-Album)
Love Hurts ist das 20. Studioalbum der US-amerikanischen Pop-Sängerin Cher. Es wurde am 18. Juni 1991 über das Label Geffen Records veröffentlicht.

## Produktion und Gastbeiträge
An der Produktion von Love Hurts waren sechs Produzenten beteiligt. Peter Asher hat an der Produktion von fünf Liedern beteiligt. Richie Zito produzierte vier Titel des Tonträgers, wovon zwei Titel in Zusammenarbeit mit Bob Rock entstanden sind: Save Up All Your Tears und I'll Never Stop Loving You. Diane Warren und Guy Roche kollaborierten ebenfalls bei der Produktion zweier Lieder. Steve Lukather produzierte A World Without Heroes. 
Der einzige Gastbeitrag auf dem Album kam von Richard Page, welcher bei One Small Step beteiligt war.

## Titelliste
| #  | Titel                                   | Songwriter                                                 | Produzent               | Länge |
| -- | --------------------------------------- | ---------------------------------------------------------- | ----------------------- | ----- |
| 1  | Save Up All Your Tears                  | Diane Warren, Desmond Child                                | Bob Rock, Richie Zito   | 4:00  |
| 2  | Love Hurts                              | Felice und Boudleaux Bryant                                | Richie Zito             | 4:10  |
| 3  | Love and Understanding                  | Diane Warren                                               | Diane Warren, Guy Roche | 4:44  |
| 4  | Fires of Eden                           | Mark Goldenberg, Kit Hain                                  | Peter Asher             | 3:43  |
| 5  | I'll Never Stop Loving You              | David Cassidy, John Wetton, Sue Shifrin                    | Bob Rock, Richie Zito   | 3:57  |
| 6  | One Small Step                          | Barry Mann, Brad Parker, Wendy Waldman                     | Peter Asher             | 3:28  |
| 7  | A World Without Heroes                  | Bob Ezrin, Gene Simmons, Lou Reed, Paul Stanley            | Steve Lukather          | 3:09  |
| 8  | Could've Been You                       | Arnie Roman, Bob Halligan Jr.                              | Peter Asher             | 3:30  |
| 9  | When Love Calls Your Name               | Jimmy Scott, Tom Snow                                      | Peter Asher             | 3:32  |
| 10 | When Lovers Become Strangers            | Diane Warren                                               | Diane Warren, Guy Roche | 4:46  |
| 11 | Who You Gonna Believe                   | Gerald Marquez, Kevin Chalfant, Joe Marquez, Steve Fontano | Richie Zito             | 4:47  |
| 12 | The Shoop Shoop Song (It’s in His Kiss) | Rudy Clark                                                 | Peter Asher             | 2:51  |

## Kommerzieller Erfolg

### Chartplatzierungen und Singles

#### Album
Love Hurts debütierte in den Billboard 200 am 6. Juli 1991 auf Platz 81. In der Woche zum 3. August 1991 erreichte der Tonträger Platz 48 der amerikanischen Albumcharts. In den deutschen Albumcharts stieg Love Hurts am 8. Juli 1991 auf Platz 67 ein und erreichte seine Höchstposition von Platz 6 am 25. Mai 1992. Ferner erreichte Love Hurts die Chartspitze der britischen Charts, wo es sich sechs Wochen lang halten konnte. Weiterhin erreichte der Tonträger die Spitze der Charts u. a. in Norwegen.
| ChartsChartplatzierungen       | Höchstplatzierung | Wochen |
| ------------------------------ | ----------------- | ------ |
| Deutschland (GfK)              | 6 (46 Wo.)        | 46     |
| Österreich (Ö3)                | 1 (40 Wo.)        | 40     |
| Schweiz (IFPI)                 | 3 (28 Wo.)        | 28     |
| Vereinigte Staaten (Billboard) | 48 (34 Wo.)       | 34     |
| Vereinigtes Königreich (OCC)   | 1 (51 Wo.)        | 51     |

| ChartsJahrescharts (1991) | Platzierung |
| ------------------------- | ----------- |
| Deutschland (GfK)         | 32          |
| Österreich (Ö3)           | 7           |
| Schweiz (IFPI)            | 13          |

| ChartsJahrescharts (1992) | Platzierung |
| ------------------------- | ----------- |
| Deutschland (GfK)         | 80          |

#### Singles
| Jahr | Titel                  | Höchstplatzierung, Gesamtwochen, AuszeichnungChartplatzierungen (Jahr, Titel, , Platzierungen, Wochen, Auszeichnungen, Anmerkungen) | Höchstplatzierung, Gesamtwochen, AuszeichnungChartplatzierungen (Jahr, Titel, , Platzierungen, Wochen, Auszeichnungen, Anmerkungen) | Höchstplatzierung, Gesamtwochen, AuszeichnungChartplatzierungen (Jahr, Titel, , Platzierungen, Wochen, Auszeichnungen, Anmerkungen) | Höchstplatzierung, Gesamtwochen, AuszeichnungChartplatzierungen (Jahr, Titel, , Platzierungen, Wochen, Auszeichnungen, Anmerkungen) | Höchstplatzierung, Gesamtwochen, AuszeichnungChartplatzierungen (Jahr, Titel, , Platzierungen, Wochen, Auszeichnungen, Anmerkungen) | Anmerkungen                              |
| Jahr | Titel                  | DE | AT | CH | UK | US | Anmerkungen                              |
| ---- | ---------------------- | --- | --- | --- | --- | --- | ---------------------------------------- |
| 1991 | Love and Understanding | DE20 (21 Wo.)DE | AT6 (14 Wo.)AT | — | UK10 (8 Wo.)UK | US17 (15 Wo.)US | Erstveröffentlichung: 1. Juli 1991       |
| 1991 | Save Up All Your Tears | DE56 (15 Wo.)DE | AT18 (4 Wo.)AT | — | UK37 (5 Wo.)UK | US37 (20 Wo.)US | Erstveröffentlichung: 30. September 1991 |
| 1991 | Love Hurts             | — | — | — | UK43 (5 Wo.)UK | — | Erstveröffentlichung: 25. November 1991  |
| 1992 | Could’ve Been You      | DE75 (7 Wo.)DE | — | — | UK31 (4 Wo.)UK | — | Erstveröffentlichung: 6. April 1992      |

### Auszeichnungen für Musikverkäufe
Love Hurts wurde in den Vereinigten Staaten 1991 für über 500.000 Verkäufe mit einer Goldenen Schallplatte ausgezeichnet. Im Vereinigten Königreich wurde Love Hurts 1992 mit dreifach-Platin ausgezeichnet.
| Professionelle Bewertungen | Professionelle Bewertungen |
| -------------------------- | -------------------------- |
| Kritiken                   |                            |
| Quelle                     | Bewertung                  |
| allmusic                   | [ 15 ]                     |

| Land/Region                  | Auszeichnungen für Musikverkäufe (Land/Region, Auszeichnung, Verkäufe) | Verkäufe    |
| ---------------------------- | ---------------------------------------------------------------------- | ----------- |
| Australien (ARIA)            | Platin                                                                 | 70.000      |
| Deutschland (BVMI)           | Platin                                                                 | 500.000     |
| Europa (IFPI)                | Platin                                                                 | (1.000.000) |
| Kanada (MC)                  | Platin                                                                 | 100.000     |
| Neuseeland (RMNZ)            | Platin                                                                 | 15.000      |
| Norwegen (IFPI)              | Gold                                                                   | 50.000      |
| Österreich (IFPI)            | Platin                                                                 | 50.000      |
| Schweden (IFPI)              | Platin                                                                 | 100.000     |
| Schweiz (IFPI)               | Platin                                                                 | 50.000      |
| Vereinigte Staaten (RIAA)    | Gold                                                                   | 500.000     |
| Vereinigtes Königreich (BPI) | 3× Platin                                                              | 900.000     |
| Insgesamt                    | 2× Gold · 11× Platin ·                                                 | 2.335.000   |

Hauptartikel: Cher/Auszeichnungen für Musikverkäufe